# I. Marineflakbrigade
Die I. Marineflakbrigade, auch I. Marine-Flak-Brigade, war ein Großverband in Brigadestärke der Marine im Zweiten Weltkrieg.

## Geschichte
Die I. Marineflakbrigade wurde am 1. Mai 1942 aus dem 1. Marine-Flak-Regiment, welches Anfang 1940 aus dem Flakgruppenkommando Kiel gebildet wurde, aufgestellt. Ab 1942 verfügte das 1. Marine-Flak-Regiment über eine Stabsabteilung mit einem Fernsprech-Lehrbataillon, einem Bataillon mit leichter und schwerer Flak. Während ihrer gesamten Existenz war sie in Kiel stationiert, wo sie in erster Linie mit dem Schutz des Hafens vor Luftangriffen beauftragt war. 1942/43 erfolgt die Umbildung der Stabsabteilung in eine Stabs- und Fernsprech-Ausbildungs-Abteilung mit zwei Kompanien. Die Brigade wurde nach dem Kriegsende am 8. Mai 1945 aufgelöst.
Die I. Marineflakbrigade war dem Küstenbefehlshaber westliche Ostsee und später ab November 1944 der aus dieser Dienststelle hervorgehenden Seekommandantur Schleswig-Holstein und Mecklenburg unterstellt.

## Gliederung
- Marineflakabteilung 211 (Eckernförde)
- Marineflakabteilung 221 (Kiel-Friedrichsort, später Dehnhöft)
- Marineflakabteilung 231 (Rendsburg, bis 1944, dann zur III. Marineflakbrigade nach Frankreich)
- Marineflakabteilung 241 (Kiel-Elmschenhagen)
- Marineflakabteilung 251 (Kiel-Schönwohld)
- Marineflakabteilung 261 (Probsteierhagen)
- Marineflakabteilung 271 (Kiel-Jägersberg)
- Marineflakabteilung 281 (Kiel, ab März 1942)
- 5. Marinekraftfahrabteilung (Kiel, ab August 1942)
- 2. Marinenebelabteilung
- Marineflakabteilung 243 (Rendsburg, ab Mai 1944 neu aufgestellt anstatt Marineflakabteilung 231)

## Kommandeure
- Konteradmiral Wilhelm Matthies; ehemaliger Kommandeur des 1. Marineflakregiments: von der Aufstellung bis 14. November 1943
- Konteradmiral Werner Stichling: vom 15. November 1943 bis 18. April 1945
- Kapitän zur See der Marineartillerie Dr. Paul Fenn: vom 19. April 1945 bis Kriegsende